# Paul Brady

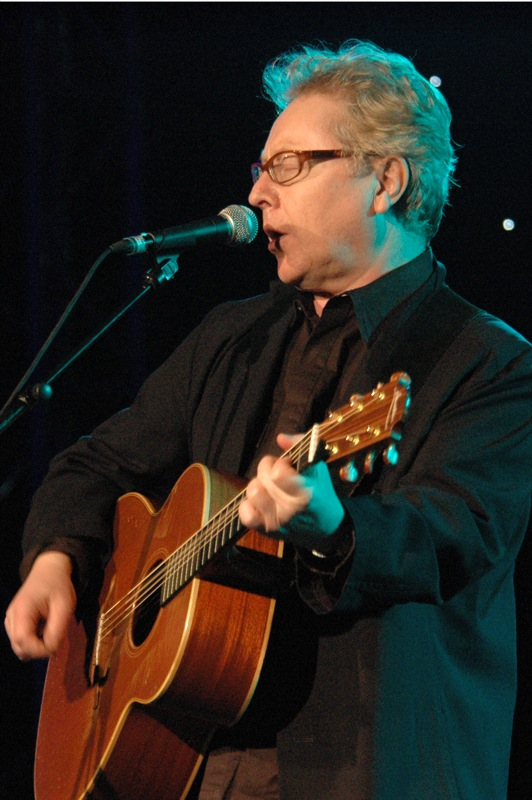
Paul Brady, 2006

Paul Joseph Brady (* 19. Mai 1947 in Strabane) ist ein irischer Folkmusiker und Singer-Songwriter.

## Leben
Brady wurde im nordirischen Strabane geboren. Er besuchte das St. Columb’s College im damaligen Londonderry und das University College in Dublin. Er lernte Klavier- und Gitarrespielen. 1963 begann er, als Barmusiker in Donegal zu arbeiten. Mit den Bands The Inmates, The Kult, Rootzgroup und Rockhouse spielte er Rhythm-and-Blues- und Soultitel. 1967 ersetzte er Michael Johnston bei den Johnstons. Sie zogen 1969 nach London und 1972 nach New York, um ein breiteres Publikum zu erreichen. 1974 kehrte Brady nach Irland zurück und wurde Mitglied der Folkband Planxty, wo er Christy Moore ersetzte. Zu den Bandmusikern gehörten Andy Irvine und Dónal Lunny. 1976 löste sich Planxty auf. Brady spielte fortan im Duo mit Andy Irvine. Ihr Album Andy Irvine and Paul Brady war sehr erfolgreich und erhielt gute Kritiken. In dieser Zeit spielte er als Begleitmusiker auf weiteren Alben Gitarre.
1978 erschien Bradys erstes Soloalbum, Welcome Here Kind Stranger. Es wurde zum Melody Maker Folk Album of the Year gewählt. Brady entschied sich jedoch, wieder als Rock- und Popmusiker zu arbeiten, und veröffentlichte Alben wie Hard Station, True for You, Back to the Centre und Primitive Dance. Sein Album Trick or Treat wurde 1991 vom Produzenten von Steely Dan, Gary Katz, produziert. Zahlreiche Songs von Brady wurden gecovert, unter anderem von Santana, Dave Edmunds und Bonnie Raitt. Tina Turners Paradise Is Here stammt ebenfalls von Brady. 2001 gründete Brady sein eigenes Plattenlabel PeeBee Music.

## Ehrungen
- 1993: IRMA Irish Music Awards: „Bester irischer männlicher Künstler“
- 2002: IRMA Irish Music Awards: „Preis für das Lebenswerk“
- 2006: BBC Radio 2 Folk Awards: „Preis für das Lebenswerk“
- 2009: Ehrendoktorwürde der University of Ulster für seine Verdienste um die traditionelle irische Musik
- 2009: Galway University Foundation: „Künstler des Jahres“[1]
- 2010: Premio Tenco
- 2021: Ehrendoktorat der University of Limerick[2]

## Diskografie

### Soloalben
- 1978: Welcome Here Kind Stranger (Mulligan)
- 1981: Hard Station (Polygram)
- 1983: True for You (Polydor)
- 1984: Full Moon (Demon Records)
- 1985: Back to the Centre (Demon Records)
- 1987: Primitive Dance (Mercury)
- 1991: Trick or Treat (Fontana)
- 1992: Songs & Crazy Dreams (Kompilation; Fontana)
- 1995: Spirits Colliding (Fontana)
- 1999: Nobody Knows: The Best of Paul Brady (Kompilation; Rykodisc)
- 2000: Oh What a World (Rykodisc)
- 2002: The Paul Brady Songbook (Live; PeeBee Music)
- 2003: The (Missing) Liberty Tapes (Live von 1978; PeeBee Music)
- 2005: Say What You Feel (PeeBee Music)
- 2010: Hooba Dooba (PeeBee Music)
- 2015: The Vicar St. Sessions Vol. 1
- 2017: Unfinished Business (Proper Records)

### Videoalben
- 2002: The Paul Brady Songbook (Live)